# Baranamtarra (cràter)
Baranamtarra és un cràter d'impacte en el planeta Venus de 25,5 km de diàmetre. Porta el nom de Baranamtarra, reina de Messopotàmia (fl. segle xxiv aC), i el seu nom va ser aprovat per la Unió Astronòmica Internacional el 1994.